# Spiraloconulus
Spiraloconulus es un género de foraminífero bentónico de la subfamilia Amijellinae, de la familia Hauraniidae, de la superfamilia Pfenderinoidea, del suborden Orbitolinina y del orden Loftusiida. Su especie tipo es Spiraloconulus perconigi. Su rango cronoestratigráfico abarca el Jurásico medio.

## Discusión
Clasificaciones previas incluían Spiraloconulus en la familia Spirocyclinidae de la superfamilia Loftusioidea, así como en el suborden Textulariina del orden Textulariida o en el orden Lituolida.

## Clasificación
Spiraloconulus incluye a las siguientes especies:
- Spiraloconulus giganteus †
- Spiraloconulus perconigi †